# Kiswahili
Cet article concerne la variété de swahili officielle en Tanzanie, au Kenya et en Ouganda. Pour l'ensemble des variétés de swahili, voir swahili. Pour le peuple swahili, voir Swahilis.
Pour un article plus général, voir swahili.
Le kiswahili est une langue bantoue, originaire de Tanzanie. Elle joue de nos jours un rôle important comme langue véhiculaire dans une grande partie de l’Afrique subsaharienne. Le préfixe ki est celui de la classe des artéfacts (ici proche d'une fonction génitif) : swahili désigne la côte, le kiswahili est donc la langue « de la côte ».

## Historique

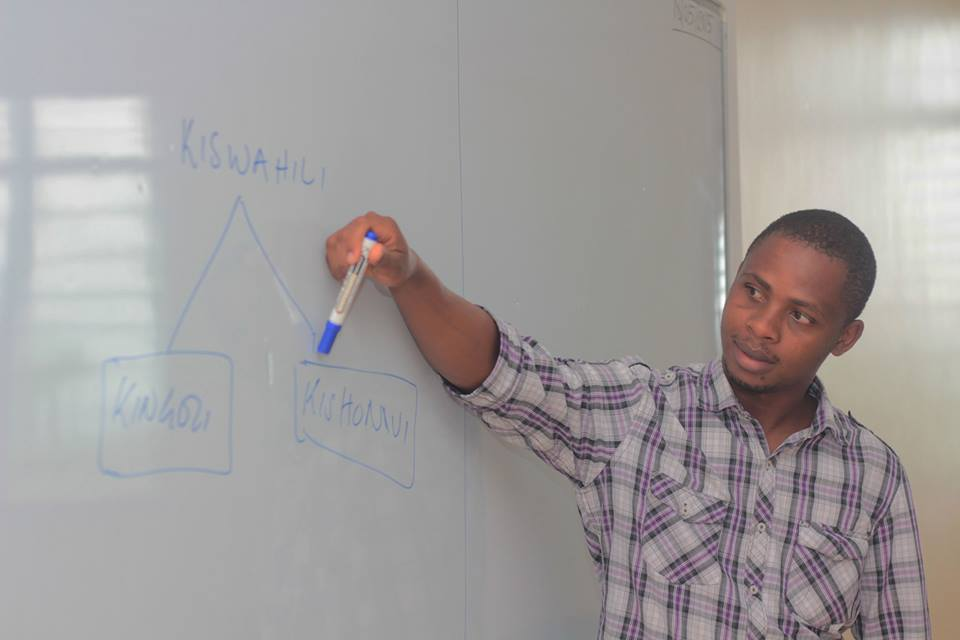
Enseignant de kiswahili en Tanzanie.

Le kiswahili serait apparu aux alentours du Xe siècle de la rencontre entre les peuples bantous du littoral avec les marchands arabes et persans qui sillonnaient l'océan Indien et habitaient les îles. Sa diffusion dans l'intérieur du continent remonte au XIXe siècle par l'intermédiaire des caravanes arabes envoyées pour capturer des esclaves à l'intérieur du Tanganyika (Tanzanie continentale). Celles-ci atteignirent le sud de l'Ouganda peu avant 1850, et l’est de l'actuelle République démocratique du Congo entre 1870 et 1884. Une fois capturés les esclaves étaient ramenés sur la côte, surtout à Zanzibar, pour y être vendus.
Vers la fin du XIXe siècle, les missionnaires occidentaux réalisent les premiers ouvrages en kiswahili à l'aide de alphabet latin, alors qu'auparavant la langue utilisait des caractères arabes. C’est un religieux français qui réalisa vers 1900 le premier lexique français-swahili. En 1928, une conférence entre les pays de l'Est du continent donna naissance au véritable premier dictionnaire anglais-kiswahili, et normalisa la langue qui existait alors sous plusieurs formes.
L'Afrique de l'Est et plus particulièrement la Tanzanie fourmillait de langues voisines proches. À partir de 1930, l'administration coloniale, par l'intermédiaire du Comité sur la langue territoriale, a décidé de normaliser une langue à partir du dialecte de Zanzibar, l’un des plus anciens, le kiunguja. Les langues swahilies étant des langues traditionnellement utilisées comme langue seconde sur le continent et comme langue première sur la frange côtière et les îles.
Au sortir de l'indépendance, pour dépasser les clivages ethniques, Julius Nyerere a choisi cette langue pour être la langue officielle de Tanzanie. L'unification et la standardisation se poursuivent avec l'Institut de recherche sur le swahili de l'University College de Dar es Salam, et enfin par le Baraza la Kiswahili la Taifa, organe officiel tanzanien. Le swahili, langue première minoritaire mais langue seconde assez répandue, allait constituer un point important de la politique du pays. L'objectif à terme étant de supplanter la langue coloniale, l'anglais, qui s'imposait déjà au parlement. Cette langue ne favorisant aucune ethnie, elle fut donc bien acceptée par la société. À partir de 1965, les campagnes politiques, l'éducation, les séances de tribunaux en première instance, et de nombreux autres secteurs se font en kiswahili, c'est la « swahilisation » de la société. À partir de 1970, le parlement siège dans cette langue. En 1980, l'enseignement secondaire ne se fait plus qu'en kiswahili. Peu à peu, les enfants ne parlent plus la langue de leurs parents puisque le kiswahili est en train de devenir langue première, la langue nationale.
Ces dernières années[Quand ?] est apparue, particulièrement parmi les étudiants de Tanzanie et du Kenya, une nouvelle pratique consistant à mélanger le kiswahili et l'anglais, au grand dam des puristes. Cette langue nouvelle baptisée Kiswa-English a tendance supplanter le kiswahili au sein des classes aisées, y compris parmi les personnalités politiques, qui se couperaient ainsi de leur audience la plus large. Le phénomène serait une conséquence de la percée des écoles primaires et secondaires privées, où l'enseignement ne se fait qu'en anglais.

## Classification
Le kiswahili est une langue agglutinante appartenant au groupe des langues bantoues.
- Classification de Guthrie : G.42, groupe G.40
- Classification Bastin/Coupé/Mann : G.42

## Répartition géographique

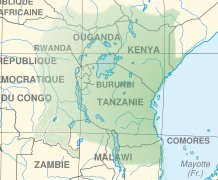
Zone des langues swahilies

Le kiswahili est aussi langue nationale au Kenya, en République démocratique du Congo et langue véhiculaire en Ouganda, au Burundi, au Mozambique, au Malawi et en Zambie. Il reste compréhensible aux Comores, les langues comoriennes étant des langues très proches.
De nombreux auteurs contemporains écrivent en kiswahili, notamment en Tanzanie et au Kenya. Comme les autres langues swahilies, le kiswahili dispose d’une littérature écrite depuis plusieurs siècles (à l’origine en caractères arabes mais s'écrivant depuis la fin du XIXe siècle en caractères latins). Aussi dans les prisons, les Crips ont utilisé cette langue aux États-Unis pour être incompréhensibles par les autres.

## Exemples
| Mot                 | Traduction                                                    | Prononciation                                   |
| ------------------- | ------------------------------------------------------------- | ----------------------------------------------- |
| contrée, pays       | nchi                                                          | nn'chii                                         |
| terre (la parcelle) | kiwanja                                                       | ki wa n'cha                                     |
| terre (la terre)    | udongo                                                        | ou do n'go                                      |
| Terre               | dunia                                                         | douni'aa                                        |
| ciel (paradis)      | mbingu                                                        | m'bii n'gou                                     |
| eau                 | maji                                                          |                                                 |
| feu                 | moto                                                          |                                                 |
| être (une personne) | singulier : mtu / pluriel : watu                              | singulier : mm'tou / wa'tou                     |
| homme               | singulier : mwanamume / pluriel wanaume                       | singulier : mwana mou me / pluriel : wana ou me |
| femme               | singulier : mwanamke / pluriel wanawake                       | singulier : mwana m'ké / pluriel : wana wa'ké   |
| enfant              | singulier : mtoto / pluriel : watoto)                         | singulier : mm'toto / pluriel : wa'toto         |
| manger              | (ku)la                                                        |                                                 |
| boire               | (ku)nywa                                                      |                                                 |
| grand               | (m)kubwa                                                      |                                                 |
| petit               | (m)dogo                                                       |                                                 |
| nuit                | usiku                                                         |                                                 |
| jour                | siku                                                          |                                                 |
| matin               | asubuhi                                                       |                                                 |
| après-midi          | mchana                                                        |                                                 |
| soir                | jioni                                                         |                                                 |
| je t’aime           | kupenda, nakupenda, ninakupenda (traduction la plus correcte) |                                                 |
| voyage              | safari                                                        |                                                 |
| lion                | simba                                                         |                                                 |
| ami                 | rafiki                                                        |                                                 |